# Fußball-Bundesliga/Rekorde/VfL Wolfsburg
Der Artikel Fußball-Bundesliga/Rekorde/VfL Wolfsburg listet die vereinsspezifischen Rekorde des VfL Wolfsburg auf, die mit Bezug auf die Zugehörigkeit zur deutschen Fußball-Bundesliga gehalten werden.
Der Verein ist aktuell Bundesligist (Stand: Saison 2025/26).

Siehe auch: 

## Vorbemerkung
Es besteht eine Unterteilung zwischen Positiv- und Negativrekorden sowie vereinsinternen Bestmarken. Weitere Rekorde, die dem Verein nicht zuzuordnen sind, werden im Hauptartikel unter „Allgemein“ gelistet. Dort bestehen zudem die Rubriken „Trainerspezifische Rekorde“, „Schiedsrichterspezifische Rekorde“ sowie „Sonstige Rekorde“. Es besteht außerdem die Möglichkeit „In nächster Zeit möglicherweise fallende Bestmarken“ im unteren Bereich der Hauptseite festzuhalten, bzw. die neuen Rekorde an die passenden Stellen einzusortieren. Wenn möglich, wird zu einem Positivrekord auch der Negativrekord als Gegenstück gelistet (und andersrum). Die Liste erhebt keinen Anspruch auf Vollständigkeit.

## VfL Wolfsburg
Aktuelle Platzierung in der Ewigen Tabelle der Fußball-Bundesliga: Platz 14 von 58 (Stand: 34. Spieltag 2024/25)

### Positivrekorde
- größte Aufholjagd eines späteren Meisters nach der Hinrunde: von Platz 9 bis Platz 1 (2008/09, im Saisonverlauf bis zu 11 Punkte Rückstand auf die Tabellenspitze)[2][3]
- größte Aufholjagd eines späteren Meisters nach Punkten: bis zu 11 Punkte Rückstand auf die Tabellenspitze im Saisonverlauf (2008/09)[3]
- meiste Doppelpacks in Serie: 4 (Tomislav Marić gemeinsam mit Dortmunds Lothar Emmerich)[4]
- meiste unterschiedliche Spieler innerhalb einer Saison eingesetzt: 36 (2011/12; gemeinsam mit Schalke 04, 2020/21, Stand: 28. Spieltag 2023/24)[5]
- ausländischer Spieler mit den meisten Minuten in Folge ohne Gegentreffer: Koen Casteels (674, Belgier, 2020/21)[6]
- meiste Minuten in Folge ohne Gegentreffer gegen einen anderen Gegner: Koen Casteels (738 Minuten, gegen Mainz 05, 24. Spieltag 2017/18 bis 17. Spieltag 2023/24) Silvan Widmer traf in der 61. Minute zum 1:1-Endstand. Bis dahin wurde er 738 Minuten in Spielen gegen die Mainzer nicht überwunden, womit er den bisherigen Bundesliga-Rekordhalter Manuel Neuer übertraf. Zuvor war Casteels am 24. Spieltag 2017/18 beim 1:1 durch Yoshinori Mutō bezwungen worden und bekam zwischenzeitlich in sieben Spielen kein Gegentor.[7][8]

### Negativrekorde
- meiste Auswärtsspiele gegen einen anderen Gegner, ohne Sieg: 27 (gegen den FC Bayern, 25 Niederlagen und 2 Unentschieden, laufend, Stand: Saisonende 2023/24)[9]
- am schnellsten nach Gelb mit Gelb-Rot des Feldes verwiesen: Kevin de Bruyne (nach 3 Sekunden, am 22. März 2014 gegen Augsburg)[10]
- meiste Gegentore durch einen ausländischer Spieler in einem Spiel kassiert: 5 Tore (durch Robert Lewandowski, Pole, bei der 1:5-Niederlage gegen den FC Bayern, am 22. September 2015; gemeinsam mit Atli Eðvaldsson, Isländer, für Fortuna Düsseldorf beim 5:1 über Eintracht Frankfurt, am 4. Juni 1983)[11][12]
- meiste Auswärtsniederlagen während einer Meistersaison: 7 (2008/09, gemeinsam mit Eintracht Braunschweig, 1966/67)[13]

### Vereinsintern
- Rekordspieler: Maximilian Arnold (373 Einsätze, Stand: 31. Spieltag 2024/25)[14][15][16][17][18]
- Rekordtorhüter: Diego Benaglio (259 Einsätze)[19]
- Rekordtorschütze: Edin Džeko (66 Tore)[20]
- erster Torschütze: Roy Präger (1:0-Siegtreffer in der 90. Minute, gegen Hansa Rostock, am 1. Spieltag 1997/98)[21]
- jüngster Torschütze: Bence Dárdai (18 Jahre, 9 Monate und 17 Tage (6865 Tage), zum zwischenzeitlichen 2:0, beim 3:1-Sieg, gegen den 1. FC Heidenheim, am 10. November 2024, 10. Spieltag 2024/25, Stand: 16. Spieltag 2024/25)[22][23][24]
- ältester Debütant: Steve Marlet (31 Jahre und 229 Tage, am 27. August 2005)[25]
- meiste Siege in Folge: 10 (19. bis 28. Spieltag 2008/09, Stand: 13. Spieltag 2024/25)[26]
- meiste Auswärtsspiele in Folge ohne Sieg: 9 (2023/24, bis 29. Spieltag 2023/24)[27]
- meiste Tore nach 4 Spieltagen: 5 (Jonas Wind, 2023/24)[28]
- meiste Tore nach 6 Spieltagen: 7 (Jonas Wind, 2023/24)[29]
- meiste Tore nach 9 Spieltagen: 8 (Jonas Wind, 2023/24)[30]
- meiste Tore nach den ersten 50 Einsätzen: 40 (Grafite)[31]
- Trainer mit den meisten Siegen: Wolfgang Wolf (63, Stand: 28. Spieltag 2022/23)[32]
- meiste Saisontore: 28 (Grafite, 2008/09)[33]
- meiste Eigentore: 2 (Josuha Guilavogui, Stand: 32. Spieltag 2022/23)[34]
- meiste Minuten in Folge ohne Gegentreffer: Koen Casteels (674, 2020/21)[6]
- meiste Punkte nach 4 Spieltagen: 12 (2021/22)[35]
- meiste Niederlagen in einer Hinrunde: 9 (2023/24, Stand: 2023/24)[36]
- meiste Siege gegen einen anderen Gegner: 24 (gegen Borussia Mönchengladbach, Stand: 34. Spieltag 2024/25)[37][38][39]
- meiste Auswärtssiege im Duell mit einem anderen Gegner: 13 (bei Werder Bremen, Stand: 24. Spieltag 2024/25)[40][41][42]
- meiste Punkte gegen einen anderen Gegner: 81 (gegen Eintracht Frankfurt, bei 46 Spielen, Stand: 20. Spieltag 2024/25)[43]
- meiste Spiele ohne Gegentreffer im Duell mit einem anderen Gegner: 15 (gegen Mainz 05, Stand: 17. Spieltag 2023/24)[8]
- meiste Platzverweise: 5 (Maxence Lacroix, Stand: 15. Spieltag 2023/24)[44]
- meiste Einsätze, ohne je durchgespielt zu haben: 31 (Bartosz Białek wurde bei jedem seiner Einsätze ein- und/oder ausgewechselt, laufend, Stand: 9. Spieltag 2024/25)[45][46]
- schnellster Spieler: Maxence Lacroix (36,1 km/h, am 10. Februar 2024, seit Beginn der Datenerfassung 2011, Stand: 21. Spieltag 2023/24)[47]
- meiste Tore nach 13 Spieltagen: 29 (2024/25, Stand: 13. Spieltag 2024/25)[48]
- meiste Tore in einer Hinrunde: 38 (2024/25, Stand: 17. Spieltag 2024/25)[49]
- meiste Tore nach 20 Spieltagen: 43 (2024/25, Stand: 20. Spieltag 2024/25)[50]
- wenigste Punkte nach dem 24. Spieltag: 25 (2×)[51]
  - 2023/24 (30:39 Tore)[52]
  - 2017/18 (27:31 Tore)[53]
    - schlechteste Bilanz nach dem 24. Spieltag: 25 Punkte und 30:39 Tore (2023/24)[51][52]
    - schlechteste Bilanz nach dem 25. Spieltag: 25 Punkte und 30:41 Tore (2023/24)[54]
    - schlechteste Bilanz nach dem 29. Spieltag: 28 Punkte und 34:50 Tore (2023/24)[55]
- meiste Spiele in Folge in einer Saison ohne Sieg: 11 (16. bis 26. Spieltag 2023/24, Stand: 27. Spieltag 2023/24)[54][56][42]
- meiste Spiele in Folge ohne Sieg (saisonübergreifend): 12 (1997/98 bis 1998/99, Stand: 26. Spieltag 2023/24)[54][56]
- meiste Eigentore: je 2 (6 Spieler, unter anderen Sebastiaan Bornauw und Ricardo Costa, Stand: 31. Spieltag 2023/24)[57]
- meiste Eigentore innerhalb einer Saison: je 2 (2 Spieler, Stand: Saisonende 2023/24)[57]
  - Sebastiaan Bornauw (2023/24)
  - Ricardo Costa (2007/08)
- meiste Niederlagen in Folge zu Saisonbeginn: 2 (2010/11, Stand: 2. Spieltag 2024/25)[58]
- meiste Auswärtstore in einem Spiel: 5 (mehrfach, Stand: 12. Spieltag 2024/25)[59][60]
  - auch:
    - beim 5:1-Sieg bei RB Leipzig (12. Spieltag 2024/25)
    - beim 5:0-Sieg bei Hertha BSC (2022/23)
    - beim 5:0-Sieg bei Hannover 96 (2008/09)
- frühestes Tor: nach 18 Sekunden (durch ein Eigentor von Leo Østigård, zum zwischenzeitlichen 1:0, beim 2:2-Unentschieden gegen die TSG Hoffenheim, am 33. Spieltag 2024/25, Stand: 34. Spieltag 2024/25)[37][61][62]
  - auch frühestes Eigentor, von dem man profitierte: nach 18 Sekunden (durch ein Eigentor von Leo Østigård, zum zwischenzeitlichen 1:0, beim 2:2-Unentschieden gegen die TSG Hoffenheim, am 33. Spieltag 2024/25, Stand: 33. Spieltag 2024/25)[61][62]
- früheste 3:0-Führung: nach 7 Minuten (beim 4:0-Sieg gegen Hansa Rostock, am 32. Spieltag 2001/02, Stand: 12. Spieltag 2024/25)[63][64]
- meiste Jokertore nach 14 Spieltagen: 7 (2024/25, Stand: 14. Spieltag 2024/25)[65]
- meiste 1:0-Niederlagen in Folge: 3 (26. bis 28. Spieltag 2024/25, laufend, Stand: 28. Spieltag 2024/25)[66]
- meiste unterschiedliche Torschützen in einer Saison: 17 (2024/25, laufend, Rekord nach 29 Spieltagen gebrochen, Stand: 29. Spieltag 2024/25)[67]
- meiste Tore nach Eckstoß in einer Saison: 10 (2×, Stand: 33. Spieltag 2024/25)[61]
  - 2014/15
  - 2024/25 (laufend)